# چهارشنبه خاکستر (فیلم ۲۰۰۲)
چهارشنبه خاکستر (انگلیسی: Ash Wednesday) فیلمی در ژانر جنایی و درام به کارگردانی ادوارد برنز است که در سال ۲۰۰۲ منتشر شد. از بازیگران آن می‌توان به ادوارد برنز، الیجاه وود، رزاریو داوسون و اولیور پلات اشاره کرد.